# Peder Kolstad
Peder Kolstad (Borge, 28 novembre 1878 – Oslo, 5 marzo 1932) è stato un politico norvegese, esponente del Partito di Centro e primo ministro della Norvegia dal 1931 fino alla propria morte nel 1932.